# Ana Blatnik

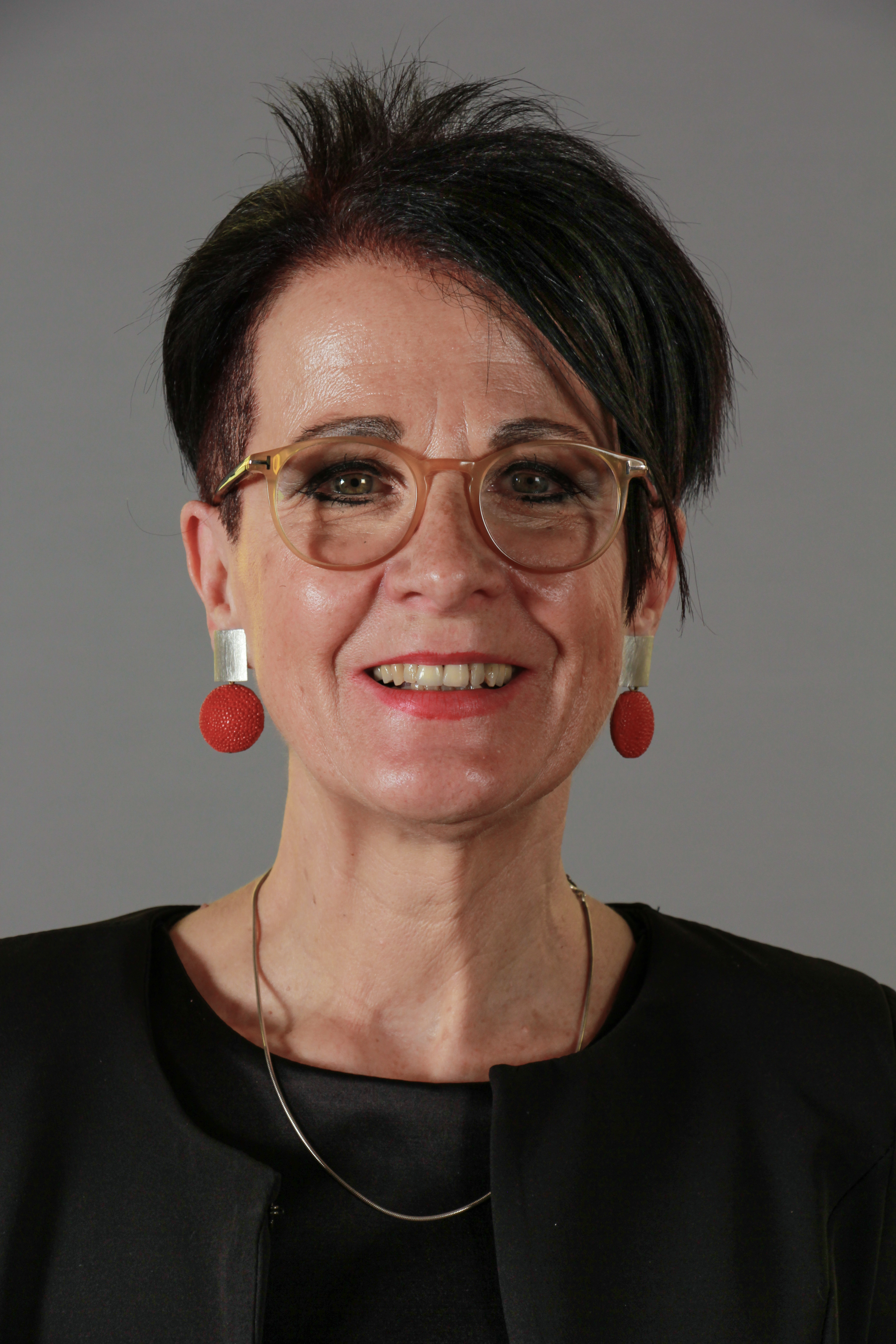
Ana Blatnik (2017)

Ana Blatnik (* 19. Juli 1957 in Ludmannsdorf) ist eine österreichische Politikerin (SPÖ) und Berufsschullehrerin. Sie war 2000 kurzfristig Mitglied des österreichischen Bundesrates und war von 2004 bis April 2018 in diesem Amt aktiv. In der zweiten Jahreshälfte 2014 bekleidete Blatnik das Amt der Bundesratspräsidentin. Von April 2018 bis April 2023 war sie Abgeordnete zum Kärntner Landtag.

## Ausbildung und Beruf
Blatnik besuchte zwischen 1963 und 1967 die Volksschule und absolvierte danach von 1967 bis 1972 das Bundesgymnasium für Slowenen in Klagenfurt. Sie setzte in der Folge ihren Schulbesuch nicht fort, sondern begann 1972 eine Lehre zur Einzelhandelskauffrau. Daneben besuchte sie eine kaufmännische Berufsschule, bis sie 1975 ihre Lehre abschließen konnte. Sie arbeitete von 1975 bis 1980 als kaufmännische Angestellte und holte zwischen den Jahren 1975 und 1979 die Matura an der Handelsakademie für Berufstätige nach. 1980 trat sie eine Stelle als Berufsschullehrerin an, wobei sie sich von 1983 bis 1984 an der Pädagogischen Akademie in Graz weiterbildete. Blatnik war bis 2009 als Berufsschullehrerin tätig.

## Politik und Funktionen
Blatnik wurde 1990 zur Vorsitzenden der ARGE Österreichische Volksgruppen in der SPÖ gewählt und wurde 1995 Mitglied des Bezirksparteiausschusses der SPÖ Klagenfurt-Land sowie Mitglied des Landesparteivorstandes der SPÖ Kärnten, Mitglied des Landesfrauenausschusses der SPÖ Kärnten und Mitglied des Bezirksfrauenausschusses der SPÖ Klagenfurt-Land. Innerparteilich ist sie zudem Mitglied des SPÖ-Bundesparteivorstandes, Mitglied des Bundesfrauenvorstandes der SPÖ-Frauen und Mitglied des Landespräsidiums der SPÖ-Frauen Kärnten. Am 25. April 2009 übernahm sie die Funktion der Vorsitzenden der SPÖ-Frauen Kärntens.
Zwischen dem 31. Mai 2000 und dem 7. Juni 2000 fungierte Blatnik erstmals als Bundesrätin, wobei sie am 31. März 2004 erneut als Bundesrätin angelobt wurde. Sie war Bereichssprecherin für Frauen und Gleichbehandlung in der Bundesratsfraktion des Klubs der sozialdemokratischen Abgeordneten und zudem Bereichssprecherin für Menschenrechte, Minderheiten und Volksgruppen. Am 24. April 2008 übernahm sie das Amt der Schriftführerin des Bundesrates, zudem ist sie seit Dezember 2010 Vorsitzende im Gleichbehandlungsausschuss des Bundesrates. Sie ist zudem Mitglied im Ausschuss für Wissenschaft und Forschung und Mitglied im EU-Ausschuss sowie im ständigen gemeinsamen Ausschuss im Sinne des § 9 des Finanz-Verfassungsgesetzes 1948.
Nach der Landtagswahl in Kärnten 2018 wechselte sie vom Bundesrat in den Landtag.
Blatnik ist ferner Obmann-Stellvertreterin im Zentralverband slowenischer Organisationen in Kärnten (Zveza slovenskih organizacij na Koroskem) und Kassier-Stellvertreterin der Landesorganisation Kärnten der Mietervereinigung Österreichs.
Im Mai 2022 wurde Petra Oberrauner zu ihrer Nachfolgerin als Landesfrauenvorsitzenden der SPÖ Frauen Kärnten gewählt.

## Privates
Blatnik ist verheiratet und Mutter einer Tochter. Sie gehört der slowenischsprachigen Minderheit an und lebt in Ludmannsdorf.

## Auszeichnungen
- 2014: Verdienstorden der Italienischen Republik
- 2015: Großes Goldenes Ehrenzeichen mit dem Stern für Verdienste um die Republik Österreich